# Episema glaucina
Episema glaucina är en fjärilsart som beskrevs av Eugen Johann Christoph Esper 1789. Episema glaucina ingår i släktet Episema och familjen nattflyn. Inga underarter finns listade i Catalogue of Life.